# Politique étrangère du Qatar
Le Qatar obtient son indépendance du Royaume-Uni le 3 septembre 1971. Les États arabes sont parmi les premiers à reconnaître le Qatar en tant que nation souveraine. Le Qatar est admis à l'Organisation des Nations unies et à la Ligue arabe la même année. Il établit des relations diplomatiques avec l'Union soviétique et la Chine communiste en 1988. Le pays est l'un des premiers membres de l'Organisation des pays exportateurs de pétrole (OPEP) et est l'un des membres fondateurs du Conseil de coopération du Golfe (CCG).
Sur la scène internationale, le Qatar cherche à accroître son influence et à établir une image favorable de la dynastie Al Thani au pouvoir. Au cours des deux dernières décennies, le Qatar a considérablement renforcé son statut international, bien au-delà des attentes pour un si petit pays. La politique étrangère indépendante menée par le Qatar fait de ce pays un acteur important de la géopolitique du Moyen-Orient au XXIe siècle.
Le poids économique international du Qatar est aussi reconnu comme étant surdimensionné par rapport à la taille de sa population. Le gouvernement qatarien investit massivement dans le secteur privé via son fonds souverain (Qatar Investment Authority) ou encore des sociétés financées publiquement, non seulement dans sa région mais aussi dans le monde occidental. Ainsi, le fonds souverain qatarien détient des parts de nombreuses sociétés dites « fleurons » de l’industrie française telles que Lagardère, Total, EADS, Vinci et Areva, pour n’en citer que quelques-unes.
L'influente chaîne télévisée Al Jazeera qui est financée par le gouvernement qatarien constitue par ailleurs un réel atout pour la stratégie de communication internationale du pays. Le régime fait par ailleurs des dons importants à de nombreux think-tanks basés à Washington DC tels que la Brookings Institution.
Cette politique étrangère active au Moyen-Orient, les liens suivis que le pays a tissé avec l'Iran, ainsi que son soutien des Frères musulmans n'est pas sans engendrer de tensions avec son voisin l'Arabie saoudite, tensions qui culminent en 2017 par la rupture de relations diplomatiques entre les deux États. L'émir qatarien Tamim ben Hamad Al Thani nie tout lien entre son pays et les Frères musulmans.

## Relations multilatérales

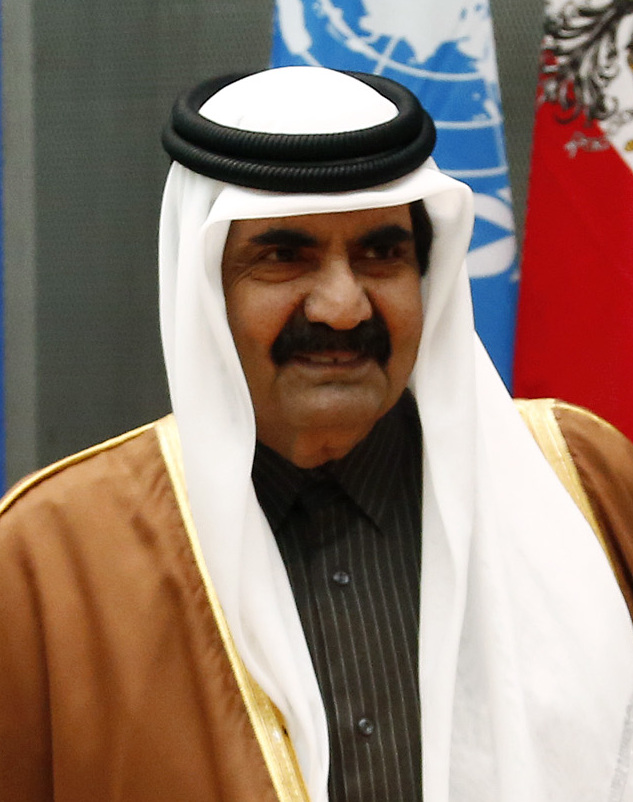
Hamad bin Khalifa Al Thani, 2013

Le Cheikh Hamad bin Khalifa Al Thani, émir du Qatar entre 1995 et 2013, a établi la réputation du Qatar comme un acteur régional influent dans la politique du Moyen-Orient. Son premier pas vers une plus grande présence régionale pour son pays fut la création d'Al Jazeera, une entreprise médiatique appartenant entièrement à l’État. L’indépendance d’Al Jazeera vis-à-vis du pouvoir exécutif a souvent été remise en question.
Le Qatar compte environ 1,8 million d’habitants dont seulement 280 000 sont citoyens. Les ouvriers saisonniers comptent pour la majorité des personnes présentes au Qatar. La plupart d’entre eux subsistent dans des conditions de travail et de vie extrêmement difficiles, et certains sont se voient contraints par leurs employeurs de demeurer dans ces conditions contre leur gré. Ces violations des droits de l'homme ont engendré des tensions entre le Qatar et les démocraties libérales occidentales. Le Qatar est également l'un des rares pays où les citoyens ne sont pas tenus de payer des impôts.
Le Qatar fait partie de l'Organisation de la coopération islamique, du Conseil de Coopération du Golfe et du Conseil de l'unité économique arabe. Le pays a cependant refusé la juridiction obligatoire de la Cour Internationale de Justice.

### Résolution de conflits et missions de maintien de la paix
L’historien et homme d'affaires Mohamed Al-Thani affirme que le Qatar a souvent dans son histoire été un intermédiaire privilégié pour les négociations de paix. Cette tradition remonterait selon lui au Cheikh Jassim bin Mohammed Al Thani, qui a soutenu le processus de paix entre les Ottomans, les Wahhabites d’Arabie Saoudite et les Britanniques, tous jusqu’alors en concurrence pour le obtenir le contrôle de la péninsule arabique.
Durant le règne du Cheikh Hamad ben Khalifa Al Thani, le Qatar a joué un rôle actif dans la recherche de solutions aux conflits en Palestine, au Soudan, à Djibouti, en Érythrée, au Liban et en Afghanistan.
En 2009, le ministre des affaires étrangères Ahmad Abdullah Al Mahmoud a orchestré les négociations de cessez-le-feu entre le Tchad et le Soudan, qui se sont déroulées à Doha. Un accord a été annoncé le 4 mai 2009, mais les partis ont fini par y renoncer.
Le Qatar a également négocié un accord entre le gouvernement soudanais et le plus important groupe rebelle du Darfour, le Mouvement pour la justice et l'égalité, à Doha en février 2010. Cet accord n’a pas duré non plus.
En juin 2010, une mission qatarienne de maintien de la paix a été déployée dans la zone de Ras Douméra à la frontière contestée entre Djibouti et l'Érythrée.
L’arrivée du Printemps arabe en janvier 2011 a compliqué la situation pour le Qatar. Le Cheikh Hamad a déclaré que le Qatar soutenait les soulèvements, une prise de position à l’opposé de celle de l'Arabie saoudite voisine et des Émirats arabes unis. Le Qatar a fourni un large soutien, en termes de financement mais aussi d'armes, aux révolutionnaires libyens et a contribué au renversement de Mouammar Kadhafi en mobilisant le soutien du monde arabe pour les frappes de l'OTAN. En Égypte, le Qatar a soutenu la candidature de Mohamed Morsi, issu du Parti Liberté et Justice.
Au début de l’année 2013, des accusations ont commencé à être entendues selon lesquelles le Qatar serait en train de financer des groupes islamistes extrémistes en Syrie. Ces accusations ont été réfutées par l’Emir Cheikh Tamim sur CNN.
Le Qatar a accueilli en juin 2013 les représentants des talibans afghans en leur accordant un bureau de représentation diplomatique à Doha, dans le but de « favoriser le dialogue et l’entente avec les pays du monde.»
En septembre 2023, selon le rapport de la Fondation Carnegie pour la paix internationale, le Qatar a organisé des pourparlers secrètes entre le Venezuela et les États-Unis en juin 2023. En décembre 2023, le Qatar a annoncé le succès de sa médiation entre les États-Unis d'Amérique et le Venezuela conduisant à l'échange de 10 prisonniers américains.

### Activités culturelles et religieuses
Dans un processus d'appel d'offres controversé marqué par des soupçons de corruption, le Qatar a été désigné comme pays d’accueil de la Coupe du Monde FIFA de 2022. Le tournoi a été la première coupe du monde dans le monde arabe et le Moyen-Orient avec la culture arabe occupe le devant de la scène. La cérémonie d'ouverture a été une perfusion du sport avec la culture arabe authentique, encourageant la nature très régionale de cette Coupe du monde. Tout au long du tournoi, le Qatar a organisé des expositions et des événements sur le thème destinés aux invités, leur offrant un aperçu de la culture arabe et de la riche civilisation du Moyen-Orient,,.
De même, le Qatar a versé 70 % des 16 millions de dollars américains dévoués à la construction de la première mosquée en Slovénie.

### Aide humanitaire internationale
Selon l’Organisation des Nations unies, le Programme d'aide internationale du Qatar s’est élargi de façon spectaculaire depuis le Printemps Arabe. Une grande partie des fonds sont versés aux pays du monde arabe, et notamment aux populations civiles atteintes par les crises humanitaires en Syrie et à Gaza.
Le 18 février 2024, le Qatar a annoncé une initiative conjointe de cofinancement mondial humanitaire et de développement de 50 millions de dollars avec le Royaume-Uni dans le cadre de leur partenariat pour aider les crises à travers le monde, y compris Gaza.
Le 15 décembre 2024, le Qatar a envoyé sa première délégation officielle à Damas pour rencontrer le gouvernement intérimaire syrien et discuter de la réouverture de l'ambassade du Qatar et de l'amélioration des livraisons d'aide humanitaire,.

## Golfe Persique, Moyen-Orient et Afrique
En 1992, un conflit frontalier avec l'Arabie saoudite conduit à des accrochages armés entre les deux monarchies.
Selon le sociologue américain Immanuel Wallerstein, le but du Qatar est de devenir l’un des principaux acteurs du Moyen-Orient, au même rang que l’Arabie saoudite. Dans cette optique, le pays a joué un rôle crucial dans l’intervention militaire en Libye en 2011 en fournissant un soutien militaire et de l'équipement, une couverture médiatique favorable par le biais d’Al Jazeera, et un soutien diplomatique crucial. Le Qatar fut par exemple le deuxième pays à reconnaître le Conseil national de transition comme gouvernement officiel de la Libye. Wallerstein fait valoir que le Qatar vise aussi à intervenir de manière discrète dans la guerre civile syrienne en apportant son soutien à des groupes rebelles extrémistes.
Le soutien accordé par le Qatar aux Frères musulmans et à des groupes alliés à travers le Moyen-Orient, ainsi que les positions prises par Al Jazeera ont conduit à des tensions croissantes avec les autres États du Golfe. En novembre 2013, l'Arabie saoudite, le Koweït et le Qatar signent l'accord de Riyad dans lequel ils s'engagent à ne pas héberger ou soutenir des organisations qui menacent la stabilité ou la sécurité d'autres pays du Golfe (membres du Conseil de coopération du Golfe). Le 5 mars 2014, l'Arabie saoudite, les Émirats arabes unis et le Bahreïn rompent leurs relations diplomatiques avec le Qatar à cause du soutien de ce dernier à des groupes terroristes. Un nouvel accord, dit accord complémentaire de Riyad, est signé en novembre 2014.
De fortes tensions subsistent entre le Qatar et l’Égypte depuis le Printemps arabe. En effet, l’Émirat du Qatar soutient la candidature de Mohamed Morsi, représentant des Frères musulmans, à l'élection présidentielle égyptienne de 2012. Celui-ci est élu mais les militaires, soutenus par l'Arabie saoudite, reprennent le pouvoir en Égypte lors d'un coup d'État militaire de 2013. Les Frères musulmans sont de nouveau traqués par l'armée égyptienne.
Ce soutien politique revendiqué aux mouvements islamistes se traduit également par un appui financier conséquent au parti islamiste conservateur Ennahdha en Tunisie.
Certains observateurs ont ajouté que les tensions diplomatiques entre le Qatar et l’Arabie saoudite étaient sans doute le reflet d’une rivalité économique grandissante entre les pays producteurs de pétrole et ceux dont les revenus dépendent surtout du gaz naturel.

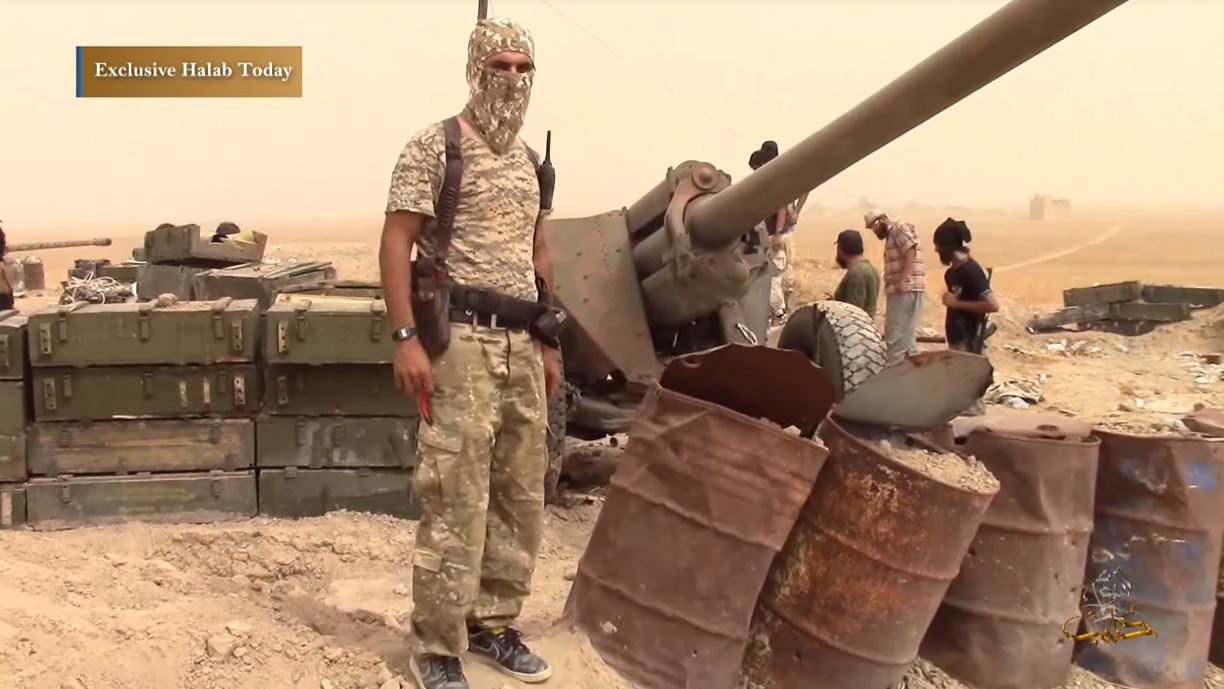
Des djihadistes du Front al-Nosra le 11 septembre 2015, après la bataille d'Abou Douhour.

Le Qatar s'engage fortement en faveur de la rébellion contre le gouvernement syrien à partir de 2011, lui procurant armement et financement. L'émirat a également soutenu le Front al-Nosra, émanation syrienne d'Al-Qaïda. Dans une interview avec la France 24 arabe en juin 2017, le Premier ministre et le ministre des Affaires étrangères, Cheikh Mohammed ben Abderrahmane Al-Thani, a déclaré que le Qatar ne soutient pas Front al-Nosra et qu'il ne soutient aucune organisation terroriste.
Le Qatar et la Turquie partagent des positions similaires vis-à-vis de la guerre civile syrienne et de la crise politique égyptienne. Ainsi, les deux pays ont soutenu les mêmes groupes rebelles syriens, ainsi que le parti politique des Frères musulmans en Égypte. En janvier 2015, le Qatar et la Turquie ont annoncé la création ensemble d’un « Conseil de coopération stratégique ». Le 2 décembre 2015, les chefs d’État des deux pays ont lancé un projet de construction d’une base militaire turque au Qatar.
En juin 2017, l'Arabie saoudite et plusieurs de ses alliés (Emirats arabes unis, Égypte et Bahreïn) rompent leurs relations diplomatiques et certaines relations économiques avec le Qatar. Treize conditions sont établies en échange d'une levée du « blocus » : le Qatar doit notamment interrompre son soutien à des « organisations terroristes » telles que les Frères musulmans, fermer sa chaîne de télévision Al Jazeera, et surtout rompre ses relations avec l'Iran. Le Qatar héberge des membres des Frères musulmans qui ont fui l'Égypte après le coup d'État militaire de 2013 et qui sont recherchés par l'Égypte. Le Qatar soutient également des associations liées aux Frères musulmans ainsi que le Hamas. Le Qatar demande une intervention de l'ONU contre l'Arabie saoudite pour ce qu'il qualifie de violation des droits de l’Homme ; la crise diplomatique étant accompagnée de l'expulsion des nationaux qatariens du territoire saoudien, ce qui aurait pour effet de séparer certaines familles et d’empêcher des étudiants de passer leurs examens. Des responsables saoudiens évoquent l'idée de creuser un canal afin de totalement isoler le Qatar de la terre ferme de la péninsule arabique. En juin 2018, l'Arabie saoudite menace le Qatar d'une « action militaire » si celui-ci acquiert le système de défense antiaérien S-400. Un accord est signé en janvier 2020 entre les membres du Conseil de coopération du Golfe et l'Égypte pour reprendre les relations diplomatiques avec le Qatar. Néanmoins, les Frères musulmans demeurent alors le principal sujet de discorde dans les relations entre le Qatar et ses voisins du Golfe. En novembre 2022, l'émir du Qatar Tamim ben Hamad Al Thani nie tout lien entre son pays et les Frères musulmans et déclare qu'« il n'y a pas de membres actifs des Frères musulmans ou de groupes reliés sur le sol qatarien.
En 2022, The Peninsula révèle que le Qatar a soutenu l'armée libanaise avec une aide financière et des expéditions alimentaires. Le pays a fourni 60 millions de dollars à l'armée libanaise pour aider au paiement des salaires de son personnel. En outre, le Qatar a envoyé une équipe équipée du groupe de recherche et de sauvetage international qatarien et a établi des hôpitaux de terrain après l'explosion du port.

### Iran

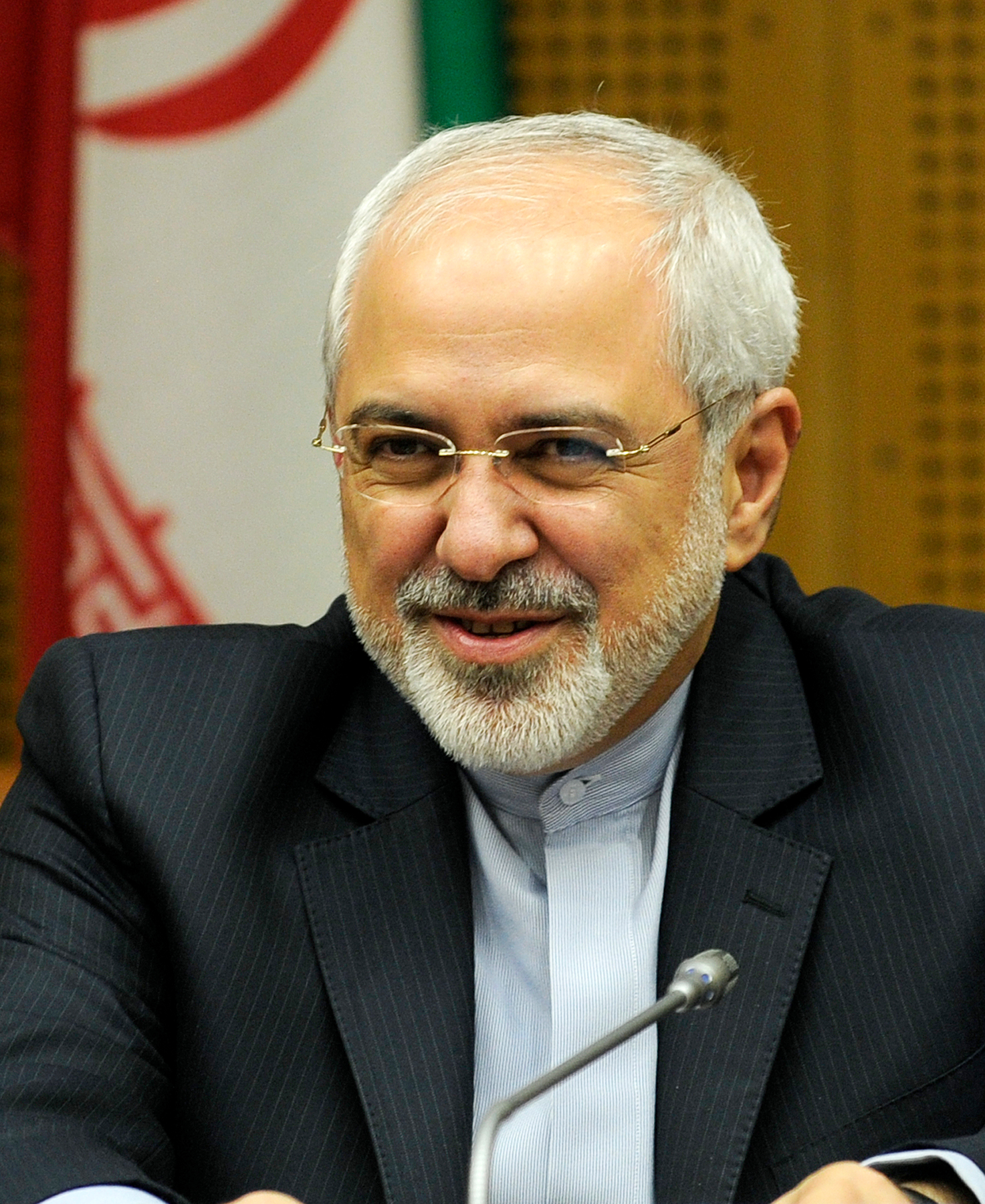
Mohammad Djavad Zarif, ministre iranien des Affaires étrangères en juillet 2014

Le Qatar partage des liens étroits avec l’Iran. Tous deux sont membres de l'OPEP, du Mouvement des pays non-alignés et de l'Organisation de la coopération islamique. Contrairement à d'autres États membres du Conseil de coopération du Golfe (CCG), tels que l’Arabie saoudite et les Émirats arabes unis, le Qatar se garde généralement de critiquer la politique intérieure et étrangère de l'Iran. Le gouvernement du Qatar organise ponctuellement des réunions de haut niveau avec des responsables iraniens pour discuter de la sécurité. L’Iran et le Qatar collaborent aussi beaucoup sur les questions économiques, et notamment pour ce qui est du transport maritime mais aussi et surtout des industries pétrolières et gazières. En effet, les deux pays partagent le contrôle du plus grand champ de gaz naturel au monde.
Selon l’analyste politique Salem Al Ketbi, à la suite de la crise du Golfe, le Qatar a rejoint la sphère d’influence iranienne car cela « lui permet de boxer dans la catégorie supérieure. »

### Israël
Le Qatar a établi des relations commerciales avec l'État d'Israël en 1996. Malgré le soutien du Qatar au Hamas et ses bonnes relations avec le Hezbollah, les dirigeants israéliens maintiennent un contact direct avec le gouvernement de l'émirat. Ainsi, en janvier 2007, dans ses derniers mois en tant que vice-Premier ministre, Shimon Peres s’est rendu en déplacement officiel à Doha.
À la suite de la guerre de Gaza de 2008-2009, le Qatar a accueilli une conférence d'urgence réunissant les États arabes et l'Iran pour échanger sur les conséquences du conflit. L’équipe dirigeante du Hamas fut conviée comme représentant de la Palestine. Khaled Mechaal, le chef du Hamas, le président syrien Bachar el-Assad, et le président iranien Ahmadinejad ont exhorté tous les États arabes à couper leurs liens avec Israël.
En 2010, le Qatar a proposé à deux reprises de rétablir ses relations avec Israël à condition que l’émirat puisse de nouveau envoyer des matériaux de construction et de l'argent à Gaza pour aider à la réhabilitation des infrastructures. Israël a refusé, au motif que ces matériaux pourraient être utilisés par le Hamas dans le cadre de soulèvements violents contre les forces de l’ordre israéliennes.

### Palestine
En 2006, le Qatar annonce son intention de faire un don d'une valeur de 50 millions de dollars américains au nouveau gouvernement palestinien nouvellement formé par le Hamas après la décision des Occidentaux de ne pas financer un gouvernement dominé par le Hamas.
À partir de 2018, le Qatar verse mensuellement entre 15 et 30 millions de dollars au gouvernement de Gaza contrôlé par le Hamas, fournissant les fonds dans des valises remplies en espèces avec l'aval des États-Unis et d'Israël (en particulier celui du Premier ministre israélien Benyamin Netanyahou). Les fonds sont prévus à des fins humanitaires et pour payer les salaires des fonctionnaires. Le Premier ministre israélien Naftali Bennett met fin au transfert de valises d'argent en 2021 mais pas au transfert de fonds par d'autres moyens.

## Asie
Le Qatar est l'une des destinations préférées des demandeurs d'emploi népalais, principalement employés dans les travaux de construction. En décembre 2010, environ 9 650 ressortissants népalais sont arrivés au Qatar. En outre, le nombre d'expatriés népalais venant au Qatar pour y travailler a également augmenté régulièrement. Un nombre croissant d'employeurs au Qatar manifestent un grand intérêt pour l'embauche d'ingénieurs, de comptables, de professionnels de l'hôtellerie et du voyage en provenance du Népal.
En décembre 2011, le gouvernement officiel afghan a rappelé son ambassadeur au Qatar pour protester contre l’ouverture du bureau de représentation des talibans afghans à Doha. Un responsable du gouvernement afghan a affirmé que les Qatariens n’avaient jamais consulté le gouvernement afghan avant l'inauguration de ce bureau.
Le Qatar a signé une multitude d’accords et de traités bilatéraux avec des pays d’Asie, dont notamment la Corée du Sud et l’Indonésie pour ce qui concerne le transport aérien, le tourisme et la coopération agricole.
Certaines tensions existent entre le Qatar et les pays d’origine des travailleurs immigrés au Qatar, tels que le Népal ou les Philippines. Ainsi, l’ambassadeur du Népal au Qatar, Maya Kumari Sharma, a décrit l'émirat comme une «prison ouverte», en référence aux conditions de travail de la main d’œuvre étrangère dans le pays.
En 2019, pour répondre aux critiques internationales avant la coupe de monde de football de 2022, le Qatar réforme sa législation pour permettre aux travailleurs migrants de changer les employeurs et de quitter le pays sans avoir besoin d'un certificat de non-objection de leur employeur. De plus, un décret ministériel émis par le ministre de l'Intérieur annonce la mise en œuvre d'un salaire minimum non discriminatoire pour tous les travailleurs, dans tous les secteurs, à partir de janvier 2020.

## Amérique

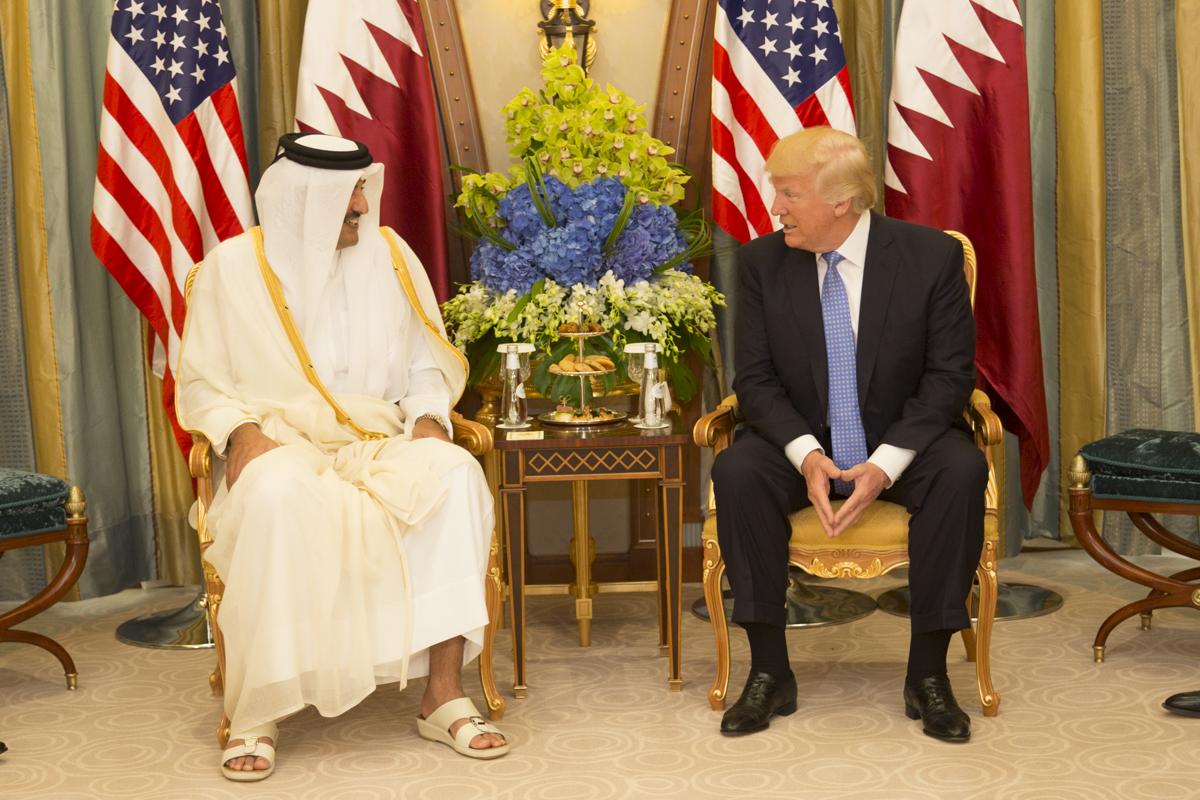
Le président américain Donald Trump avec l'émir du Qatar Tamim bin Hamad Al Thani, mai 2017

Le Qatar a aussi cherché à tisser des liens étroits, parfois de dépendance, avec les grandes puissances occidentales, en particulier les États-Unis et le Royaume-Uni. Dans le domaine militaire, la Al Udeid constitue la base aérienne la plus importante de la région pour ces deux pays. Dans la sphère économique, le Qatar a fait des investissements massifs dans l’immobilier londonien. Pour ce qui concerne la recherche, le régime a fait des dons très importants à des centres d’études de premier plan aux États-Unis.
En mai 2006, le Qatar annonce plus de 100 millions de dollars aux victimes de l'ouragan Katrina, en particulier à des universités de l'État de Louisiane touchées par la catastrophe naturelle.
En septembre 2023, le Qatar a facilité une importante échange de prisonniers entre Washington et Téhéran à la suite d'une initiative diplomatique de deux ans. Cet accord historique impliquait également la libération de 6 milliards de dollars d'actifs iraniens surgelés.
En décembre 2023, la médiation du Qatar a conduit à un accord d'échange de prisonniers impliquant 11 personnes entre les États-Unis et le Venezuela. Cet échange a représenté la libération la plus substantielle des prisonniers américains de l'histoire du Venezuela.
Le sixième dialogue stratégique entre les États-Unis et le Qatar a été coprésidé par le secrétaire d'État Antony Blinken et le Premier ministre et ministre des Affaires étrangères Cheikh Mohammed ben Abderrahmane Al-Thani à Washington le 5 mars 2024. Cette réunion a souligné la relation étendue et durable de 50 ans entre les États-Unis et le Qatar, englobant des collaborations dans les domaines de l'économie, de la sécurité, de la technologie et des initiatives d'engagement communautaire qui renforcent les liens entre les deux nations,.
Le 2 août 2024, le Qatar et les États-Unis ont signé un accord à Doha pour améliorer la coopération en matière de sécurité entre les deux pays.

## Europe

### France

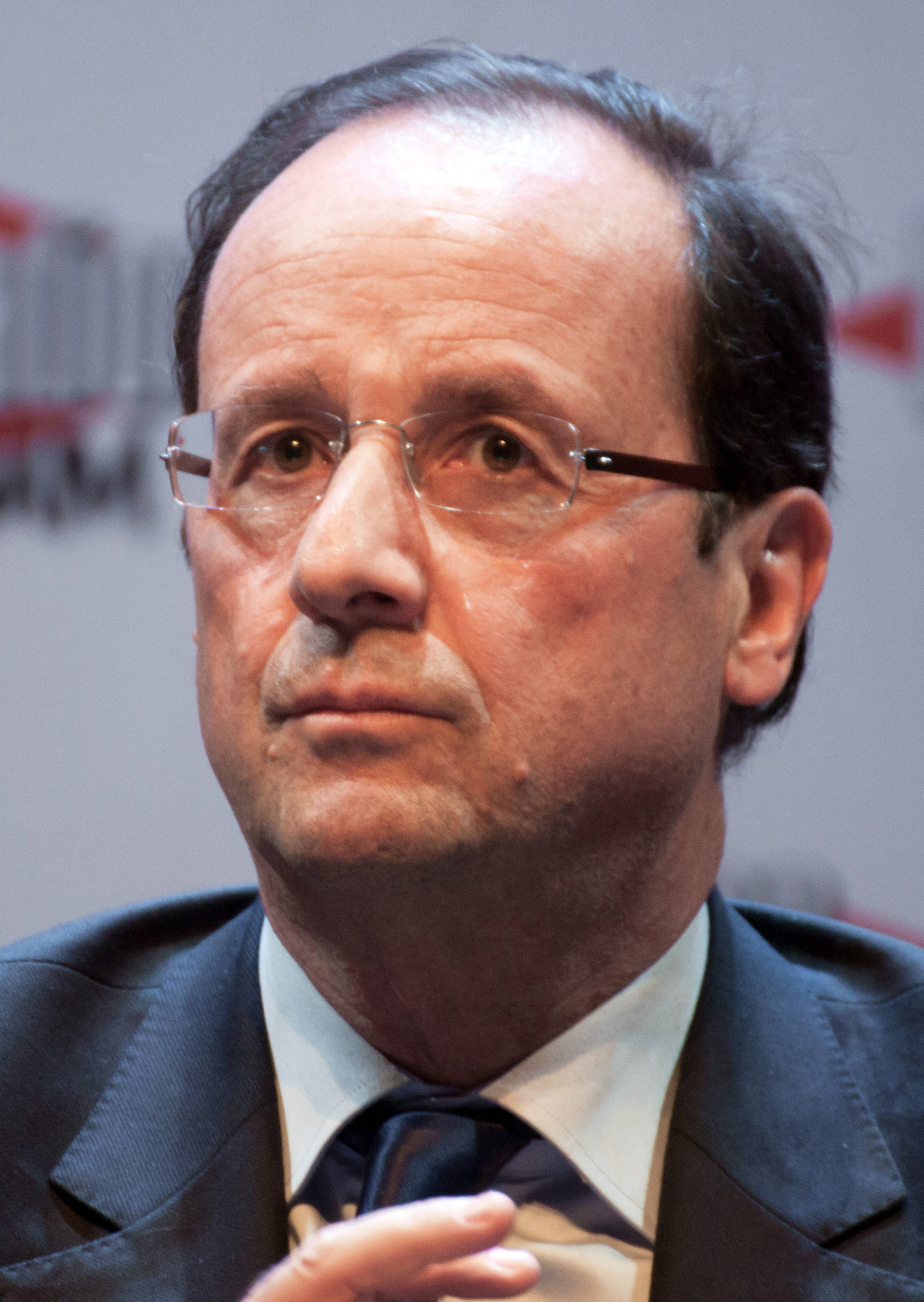
François Hollande. 2012

Le Qatar partage des liens économiques et militaires très étroits avec de nombreux pays européens, et notamment la France, avec qui l’émirat a signé un Pacte de Défense en 1994. Presque 80 % de l'équipement militaire du Qatar provient de la France. Ses liens se renforcent sous les présidences de Nicolas Sarkozy et de François Hollande.
Le Qatar accorde un soutien financier très important à de nombreuses organisations religieuses musulmanes à travers le monde. Ainsi, selon le journal Libération, le Qatar est derrière une grande partie du budget de l’Union des organisations islamiques de France (UOIF), « représentation hexagonale des Frères musulmans. » Dans une interview avec le journal français Le Point, l'émir du Qatar Tamim nie une quelconque relation avec les Frères musulmans et déclare : « Cette relation n'existe pas et il n'y a pas de membres actifs des Frères musulmans ou de groupes reliés sur le sol qatarien.»
En 2012, le Qatar intègre l’Organisation internationale de la francophonie (OIF) et introduit le français dans ses programmes éducatifs.
En juin 2013, François Hollande se rend au Qatar pour superviser d'importants investissements dans diverses entreprises.
En mai 2015, François Hollande et l'émir Tamim ben Hamad Al Thani signent un contrat de vente de 24 avions de combat Rafale produits par l’industriel français Dassault.
Selon le Le Monde diplomatique, les importations d'armes au Qatar ont augmenté de 166 % entre 2013 et 2017 en comparaison de la période 2008-2012.
D'après les journalistes Christian Chesnot et Georges Malbrunot, l'ancien ambassadeur du Qatar en France, Mohamed Jaham Al-Kuwari, aurait corrompu certains responsables politiques français .
Selon le communiqué de la présidence française, la France et le Qatar ont scellé un partenariat stratégique dans le cadre duquel le Qatar s'est engagé à investir 10 milliards d'euros dans des start-up et des fonds d'investissement en France entre 2024 et 2030.
En janvier 2024, le Qatar et la France négocient un accord avec Israël et le Hamas pour délivrer des médicaments urgents aux otages israéliens. Le 16 juillet 2024, le président français Emmanuel Macron s'est entretenu avec le président égyptien Abdel Fattah al-Sissi, l'émir de Qatar Tamim ben Hamad Al Thani et l'émir du Bahreïn Hamed ben Issa Al Khalifa pour discuter du conflit entre Israël et le Hamas.
Le 16 décembre 2024, la France et le Qatar ont annoncé des démarches en vue d’un rapprochement diplomatique avec la Syrie, signalant une ouverture potentielle de dialogue avec le nouveau gouvernement intérimaire soutenu par les rebelles après l’éviction du président Bachar al-Assad.

## Royaume-Uni
Cheikh Tamim ben Hamad Al Thani a visité le Royaume-Uni pendant deux jours début décembre 2024. Les deux dirigeants, Cheikh Tamim et le Premier ministre Keir Starmer, ont discuté de la situation au Moyen-Orient, le Qatar jouant un rôle central dans les efforts diplomatiques aux côtés des États-Unis et de l'Égypte pour garantir un cessez-le-feu à Gaza et faciliter la libération des hôtes israéliens. De plus, les négociations commerciales, en cours depuis 2021, ont été soulignées, un accord qui devrait injecter 1,9 milliard d'euros dans l'économie britannique. Le Royaume-Uni a souligné que le commerce annuel avec les pays du Conseil de coopération du Golfe s'élève à 68,5 milliards d'euros,.